# 迈西·伊什特万
迈西·伊什特万（匈牙利語：Messzi István，1961年6月29日—1991年5月9日），匈牙利男子举重运动员。他曾代表匈牙利参加1988年夏季奥林匹克运动会举重比赛，获得男子82.5公斤级银牌。